# 猿投站
猿投站（日语：／ Sanage eki */?）是位於愛知縣豐田市井上町，屬於名古屋鐵道（名鐵）的三河線車站。車站編號為MY11。此站為三河線的起點站。

## 歷史
- 1924年（大正13年）10月31日 - 三河鐵道越戶站至此站開業，此站啟用。當初為終點站。第一代車站大樓使用已退役的客車[1]。
- 1927年（昭和2年）8月26日 - 路線延長為枝下站，成為中途站（隨後在1928年1月22日延伸至西中金）。
- 1932年（昭和7年）11月 - 商人井上德三郎（日语：井上徳三郎）捐贈6,000坪土地作為猿投站用地。在此日前後建設第二代車站大樓[1]。
- 1979年（昭和54年）6月10日 - 隨著猿投檢車區竣工，配線變更[2]。
- 1984年（昭和59年）1月1日 - 終止貨物營業服務[2]。
- 1993年（平成5年）
  - 3月1日 - 為了對應100系（日语：名鉄100系電車）6卡編成的列車，檢車場的留置線擴展[2]。
  - 9月1日 - 第三代車站大樓竣工[1][2]。
- 2003年（平成15年）10月1日 - 車站可以使用交通儲值卡「Trans Pass（日语：トランパス (交通プリペイドカード)）」（但是西中金方向不能使用該儲值卡）。
- 2004年（平成16年）4月1日 - 西中金站至此站之間廢止。約77年後再次成為終點站。
- 2011年（平成23年）2月11日 - 車站可以使用「manaca」IC卡。
- 2012年（平成24年）2月29日 - 交通儲值卡「Trans Pass」的服務終止，此站也不可使用其儲值卡。
- 2013年（平成25年）- 站前迴旋路落成。

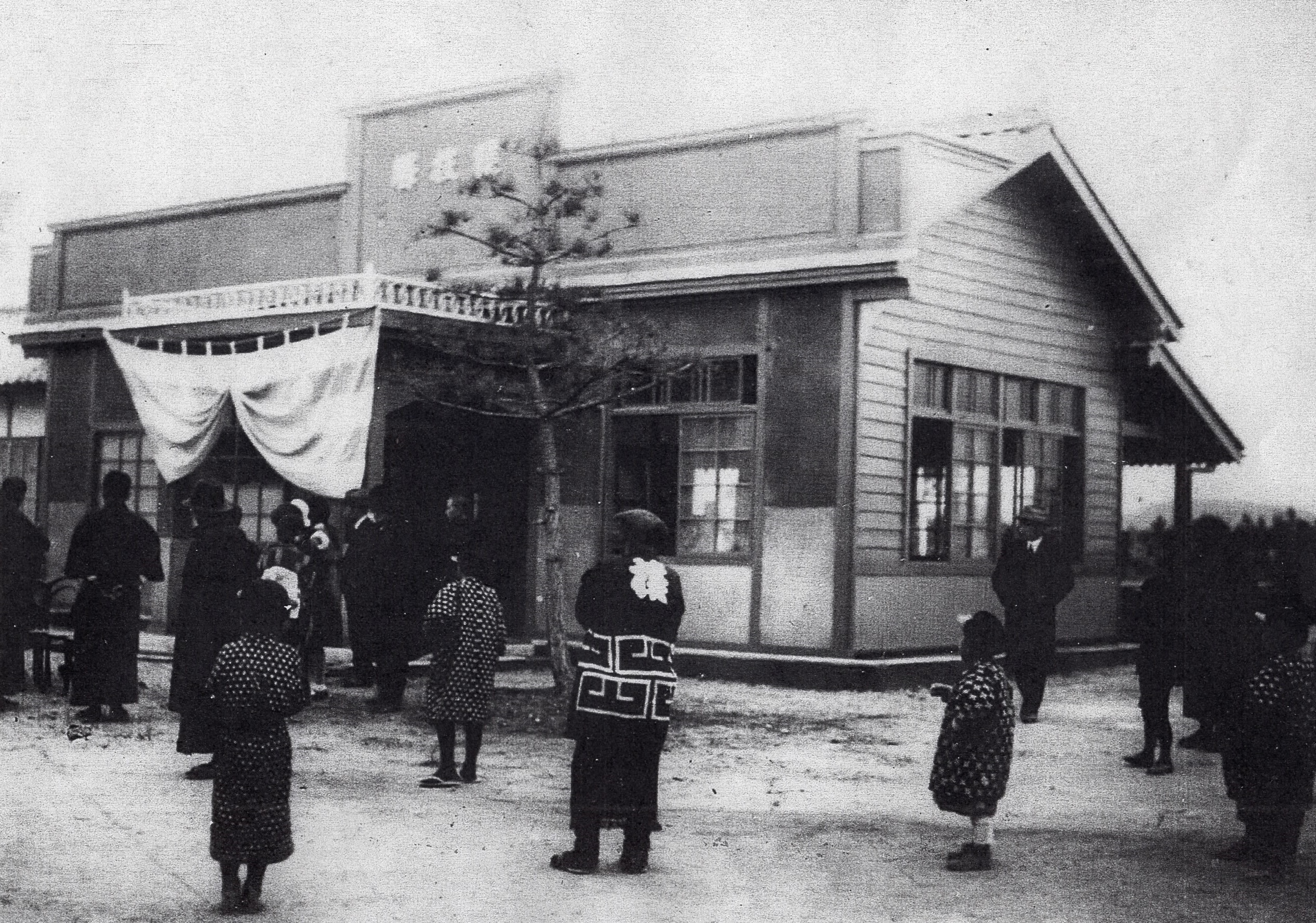
第二代車站大樓（1932年）

## 車站構造
此站是地面車站，設有1面2線的島式月台。此站為整日有人車站，位於1號月台旁的站房與月台之間透過站內平交道連接。而站內的平交道與月台間則透過斜道連接。
站內設有猿投檢車分區（舊・猿投檢車區），停泊三河線與豐田線的車輛。由於上述車輛不多，因此也會停泊新製車輛與預計退役車輛。
在西中金站至此站之間廢止後，仍應在車站北邊設有一個平交道，雖然現時沒有營業列車通過，但是會有列車替換作業，因此會設有最長6卡編成的列車行經該平交道。而該區段廢止前設有供鐵路巴士停泊處與加油站。
| 月台 | 路線           | 方向     |
| ---- | -------------- | -------- |
| 1、2 | 三河線（山線） | 知立方向 |

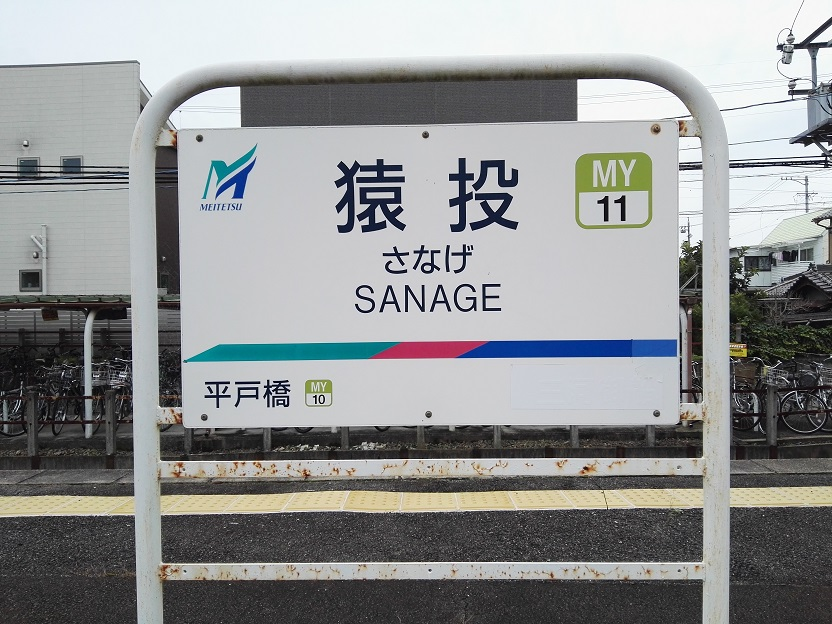
站名牌（2019年7月）
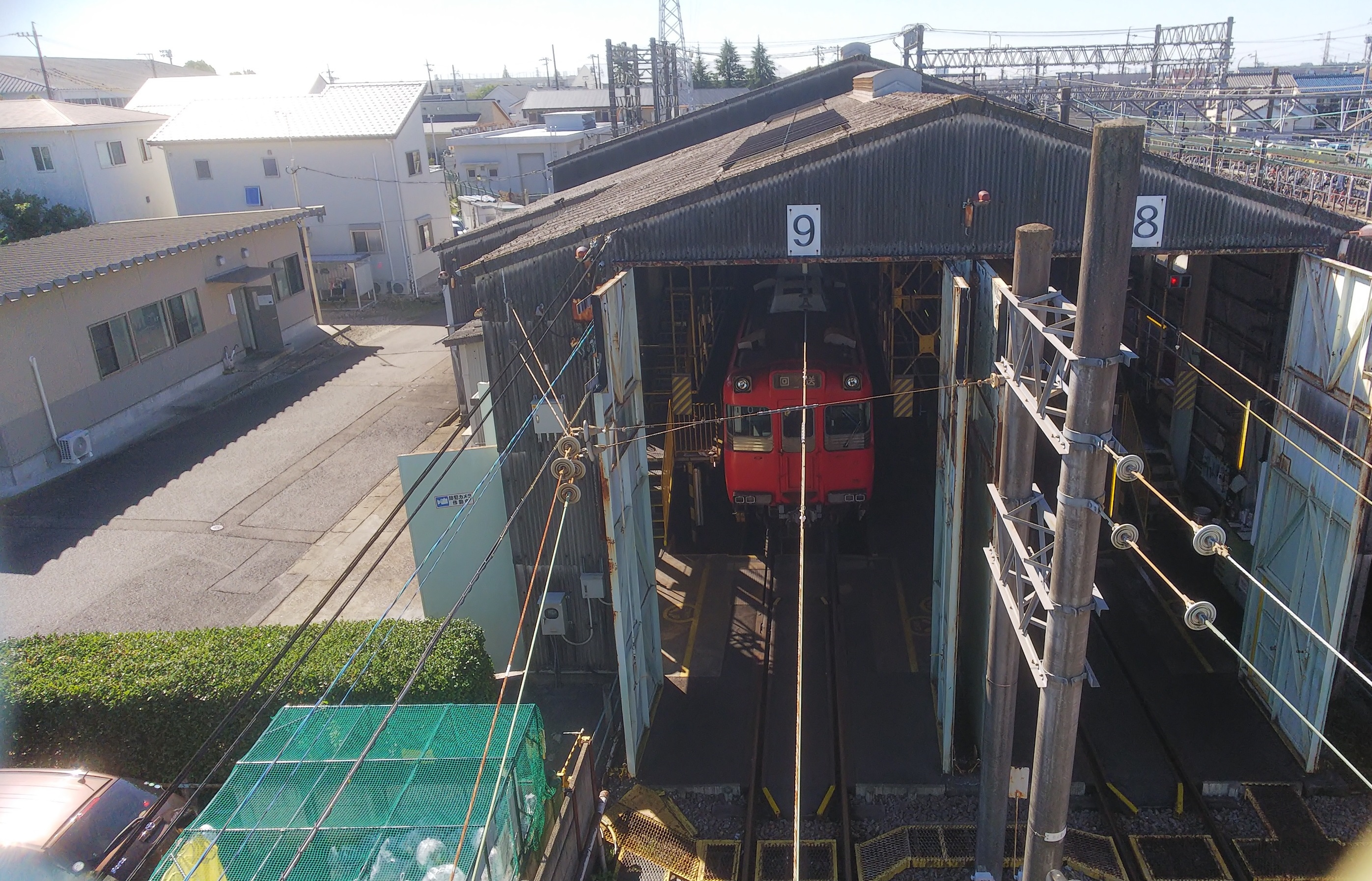
猿投檢車分區

### 配線圖
| ← 西中金方向 （2004年廢止） | 名古屋鐵道 猿投站 站内配線略圖 | → 豐田市、 知立方向 |
| 图例 参考文献：             |                                |                     |

## 使用狀況
- 在中提及在2013年度，當時1日平均上下車人次為3,638人，為名鐵所有車站（275站）排名第118，三河線（23站）中排名第11[8]。
- 在中提及在1992年度，當時1日平均上下車人次為3,767人，為除岐阜市內線均一車費區間內各站（岐阜市內線、田神線、美濃町線徹明町站至琴塚站之間）外名鐵所有車站（342站）中排名第118，三河線（38站）排名第10[9]。
- 在中，以下為近年1日平均上下車人次列表。

| 年度   | 1日平均 上下車人次 |
| ------ | ------------------ |
| 2002年 | 3,811              |
| 2003年 | 3,934              |
| 2004年 | 4,202              |
| 2005年 | 4,352              |
| 2006年 | 4,476              |
| 2007年 | 4,360              |
| 2008年 | 4,025              |
| 2009年 | 3,666              |
| 2010年 | 3,658              |
| 2011年 | 3,695              |
| 2012年 | 3,641              |
| 2013年 | 3,638              |
| 2014年 | 3,585              |
| 2015年 | 3,767              |
| 2016年 | 3,900              |
| 2017年 | 3,988              |

## 車站周邊
車站前設有數間商店。
- 豐田市運動公園（日语：豊田市運動公園）
- Meglia（日语：メグリア）井上店
- 瀨戶信用金庫（日语：瀬戸信用金庫）猿投分店
- 愛知縣立猿投農林高等學校（日语：愛知県立猿投農林高等学校）
- 豐田市立猿投台中學（日语：豊田市立猿投台中学校）
- 豐田市立井鄉中學（日语：豊田市立井郷中学校）
- 豐田市立青木小學
- 豐田市立井上小學
- 井上公園（日语：井上公園 (豊田市)）
- 愛知縣道58號名古屋豐田線（日语：愛知県道58号名古屋豊田線）（飯田街道）
- 愛知縣道347號猿投停車場線（日语：愛知県道347号猿投停車場線）
- 四鄉站 - 愛知環狀鐵道愛知環狀鐵道線

### 巴士路線
- 豐田Oiden巴士（日语：とよたおいでんバス）猿投・足助線（日语：とよたおいでんバス#さなげ・足助線）（前 猿投足助巴士（日语：さなげ足助バス））
- 石野地域巴士（衝羽根線）

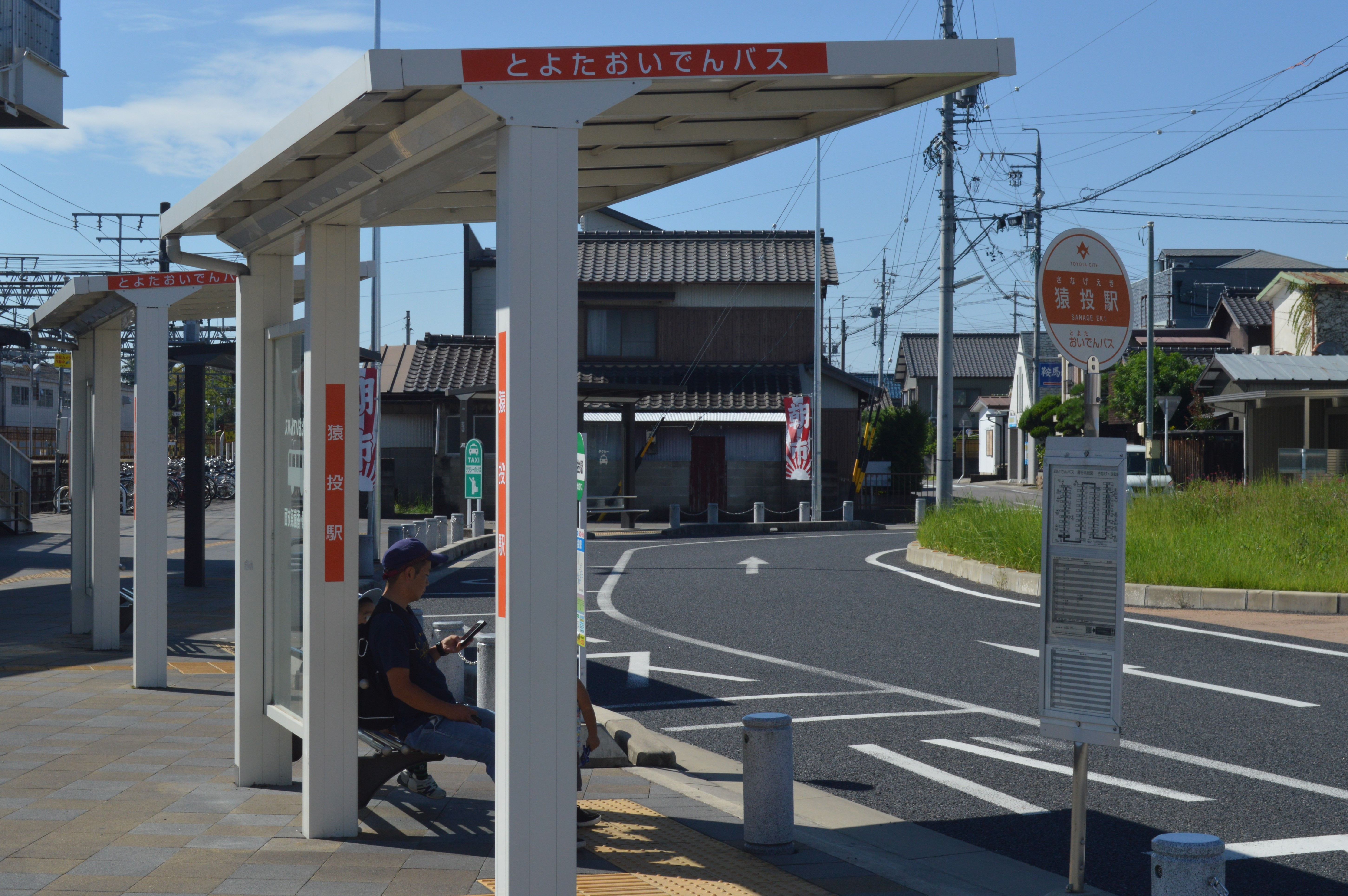
豐田Oiden巴士巴士站
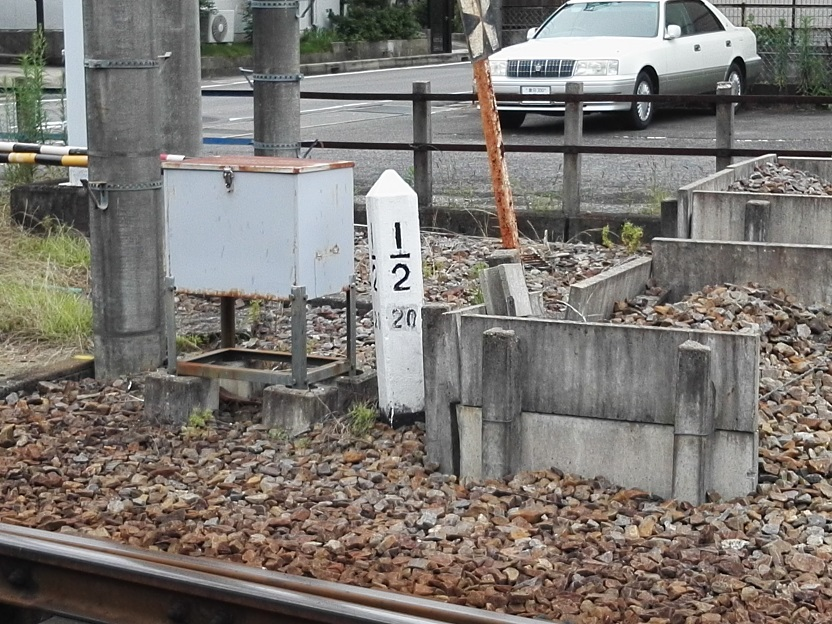
在車站北邊的平交道附近豎立了20.5公里里程碑（三河知立站起點）

## 相鄰車站
名古屋鐵道
 三河線（山線）
猿投（MY11）－平戶橋（MY10）

### 曾經存在的路線
名古屋鐵道
三河線（海線）
三河御船－猿投

## 注腳

## 外部連結
- 猿投 - 名古屋鐵道